# 망운면
망운면(望雲面)은 대한민국 전라남도 무안군에 위치한 면이다.

## 개요
망운면은 무안국제공항이 위치한 성장 잠재력이 무한한 미래형 거점도시이며, 현경면, 해제면, 운남면과 신안군 지도읍을 연결하는 교통 요충지이다.

## 법정리
- 목동리
- 목서리
- 송현리
- 탄도리
- 피서리

## 교육
| 학교명                | 소재지                        | 비고        |
| --------------------- | ----------------------------- | ----------- |
| 망운초등학교          | 망운면 망운로 34 (목동리)     |             |
| 망운서초등학교        | 망운면 조금나루길 75 (송현리) | 1997년 폐교 |
| 망운초등학교 탄도분교 | 망운면 탄도길 7-6 (탄도리)    | 2001년 폐교 |